# Soles de Santo Domingo Este
O Soles de Santo Domingo Este é um clube profissional de basquetebol situada na cidade de Santo Domingo Este, Santo Domingo, República Dominicana que disputa atualmente a LNB. Manda seus jogos na Polideportivo de Los Mina.

## Títulos

### Liga Nacional de Baloncesto
- - Finalista (1x):2011